# Martha Wilson
Martha Wilson (* 18. Dezember 1947 in Newtown, Pennsylvania) ist eine US-amerikanische feministische Performance-Künstlerin.

## Leben
Martha Wilsons Mutter war Quäkerin, weshalb sie eine Quäker-Vorschule in Pennsylvania und ein Quäker-College in Ohio besuchte. Anschließend studierte sie Englische Literatur und Kunst am Wilmington College in Ohio, wo sie mit einem Bachelor abschloss und erwarb anschließend einen Masterabschluss in Englischer Literatur an der Dalhousie University in Halifax. 1971 verließ sie noch vor ihrer geplanten Promotion die Universität und lehrte von 1972 bis 1974 am Nova Scotia College of Art and Design in Halifax.
1974 zog Wilson nach New York, wo sie mit der dortigen feministischen Kunstbewegung in Kontakt kam. Von 1975 bis 1976 lehrte sie Kunst des 20. Jahrhunderts am Brooklyn Institute for Liberal Arts.
Wilson ist Gründungsdirektorin von Franklin Furnace, einem alternativen Ausstellungsraum und Archiv, das sie am 3. April 1976 in Lower Manhattan gründete. Das Ziel von Franklin Furnace ist es, avantgardistische Kunst, die von den großen Ausstellungshäusern und Institutionen in den 1970er Jahren nur wenig beachtet wurde, auszustellen und zu bewahren. Dazu gehören allen voran ephemere Kunstformen wie Performancekunst und temporäre Installationen, aber auch Künstlerbücher und Multiples. Seit 1997 liegt der Schwerpunkt von Franklin Furnace auf dem virtuellen Raum; die Archive und Programme werden hauptsächlich online präsentiert.
Wilson war Mitglied von DISBAND, einer Frauen-Performance-Gruppe, die 1978 gegründet und 1982 aufgelöst wurde.
Sie lebt und arbeitet in New York.

## Werk
Das künstlerische Werk von Wilson umfasst Fotografie, Videokunst und Performance.
Ihre Arbeiten aus den frühen 1970er Jahren waren zunächst stark autobiografisch und fanden vor der Kamera statt. Ab 1974 trat sie mit ihren Performances auch vor einem Live-Publikum auf, z. B. in The Kitchen, dem Whitney Museum of American Art oder dem MoMA PS1. Seit 1972 befasst sie sich in ihren Performances mit der Identitätsbildung und der fließenden Grenze von Geschlecht und Selbst mit Werken wie Posturing: Drag, bei der sie sich in verschiedenen Erscheinungsbildern schminkte und mittels Fotografie dokumentierte. 1973 wurde ihre Postkartenarbeit Breast Forms Permutated in die Ausstellung c. 7500 von Lucy Lippard im California Institute of the Arts in Valencia aufgenommen, die erste Ausstellung, die sich auf Konzeptkunst von Frauen konzentrierte.
Wilson hinterfragt in ihren Werken die Vorstellung von (geschlechtlicher) Identität, indem sie sich Rollenspiele und Kostüme bedient, verkörpert aber auch politische Figuren. Während der Amtszeit von Ronald Reagan nahm sie die fiktive Figur der Nancy Reagan ein, unter George H. W. Bush und George W. Bush die Figur der Barbara Bush und unter Bill Clinton die Figur Tipper Gore. Weitere Personen nahm sie mit Alexander M. Plague, Jr. und Donald Trump ein.
Die Werke von Wilson befinden sich in verschiedenen internationalen Sammlungen, darunter im Museum of Modern Art in New York, Sammlung Verbund in Wien, Smith College Museum in Northampton, Moderna Museet in Stockholm, Solomon R. Guggenheim Museum und im Whitney Museum of American Art in New York.

## Ausstellungen

### Einzelausstellungen (Auswahl)
- 2021: Martha Wilson in Halifax 1972–1974, Centre Pompidou, Paris[5]
- 2019: I Have Become My Own Worst Fear, Galerie Crone, Wien
- 2016: Martha Wilson and Franklin Furnace, Katzen Center of American University Museum, Washington, D.C.
- 2011: I have become my own worst fear, P.P.O.W Gallery, New York
- 2009–2013: Martha Wilson: Staging the Self, Wanderausstellung, u. a. in der Dalhousie University Art Gallery, Arcadia University Art Gallery und im Utah Museum of Fine Arts
- 2008: Martha Wilson: Photo/Text Works, 1971-74, Mitchell Algus Gallery, New York

### Gruppenausstellungen (Auswahl)
- 2022: Agency; Feminist Art and Power, Museum of Sonoma County, Santa Rosa
- 2017: Self Reimagined, Harold B. Lemmerman Gallery, New Jersey[6]
- 2016/2017: Human Interest: Portraits from the Whitney’s Collection, Whitney Museum of American Art, New York
- 2016: Overlap: Life Tapestries, A.I.R. Gallery, New York
- 2016: Invisible Adverseries, Hessel Museum of Art, Bard College[7]
- 2013: GOOD GIRLS - Memory, Desire, Power, Muzeul Național de Artă al României, Bukarest
- 2012/2013: Doing what you want, Tensta Konsthall, Stockholm
- 2010: The Man I Wish I Was, A.I.R. Gallery, New York
- 1996: Sexual Politics, Armand Hammer Museum of Art, Los Angeles

## Auszeichnungen (Auswahl)
- 2015: Women’s Caucus for Art Lifetime Achievement Award
- 2015: Audrey Irmas Award for Curatorial Excellence
- 2012: Yoko Ono Lennon Courage Award for the Arts
- 2001: New York Foundation for the Arts Fellowship
- 1991: Skowhegan School Governor’s Award for Service to the Arts[8]
- 1984: National Endowment for the Arts Fellowship
- 1978: National Endowment for the Arts Fellowship